# Jaakko Ihamuotila
Jaakko Veikko Artturi Ihamuotila, född 15 november 1939 i Helsingfors, död 13 oktober 2023, var en finländsk industriman och företagsledare. Han var son till Veikko Ihamuotila och bror till Risto Ihamuotila.
Ihamuotila blev diplomingenjör 1964, var verkställande direktör för Valmet Ab 1973–1979 och verkställande direktör samt styrelseordförande för Neste Oy, sedermera Fortum Abp, 1980–2000. Han var en central gestalt inom det finländska näringslivet, bland annat genom sina talrika förtroendeuppdrag. Han invaldes som utländsk ledamot av Kungliga Ingenjörsvetenskapsakademien 1984 och tilldelades bergsråds titel 1990. Han erhöll även flera hedersdoktorat.